# Yuxarı Seyidlər
Yuxarı Seyidlər è un comune dell'Azerbaigian situato nel distretto di Zərdab. Conta una popolazione di 755 abitanti.